# Lijst van Linux-spellen
De pagina lijst van Linux-spellen bevat computerspellen die uitgegeven zijn voor Linux.

## 0-9
| Titel                        | Jaar | Uitgever              | Genre             |
| ---------------------------- | ---- | --------------------- | ----------------- |
| ?di?um                       | 2006 | Linux Game Publishing | RPG Strategiespel |
| 10000000                     | 2013 | EightyEightGames      | Actiespel RPG     |
| 1001 Spikes                  | 2014 | Nicalis               | Actiespel         |
| 2x2                          | 2012 | AnyTech               | Educatiespel      |
| 7 Days a Skeptic             | 2004 | Fully Ramblomatic     | Avonturenspel     |
| The 7th Guest                | 2013 | Night Dive Studios    | Avonturenspel     |
| 7th Swarming of the Machines | 2006 |                       | Actiespel         |
| 8-Bit Commando               | 2013 | 2DEngine.com          | Actiespel         |
| 9:05                         | 2000 |                       | Avonturenspel     |

## A
| Titel                                   | Jaar | Uitgever                     | Genre                       |
| --------------------------------------- | ---- | ---------------------------- | --------------------------- |
| A7Xpg                                   | 2004 | ABA Games                    | Actiespel                   |
| Abandoned Bricks                        | 2004 |                              | Strategiespel               |
| Abuse                                   | 1995 | Origin Systems RedHat        | Actiespel                   |
| Abu Simbel Profanation Deluxe           | 2006 | M.A Software                 | Actiespel                   |
| ADV770                                  | 2008 |                              | Avonturenspel               |
| Advanced Strategic Command              | 2000 |                              | Strategiespel               |
| The Adventures of Fatman: Toxic Revenge | 2003 | SOCKO! Entertainment         | Avonturenspel               |
| Aevum Obscurum                          | 2000 | Aevum Obscurum Entertainment | Strategiespel               |
| A House in California                   | 2010 | Cardboard Computer           | Avonturenspel               |
| A House in California (Deluxe Edition)  | 2010 | Cardboard Computer           | Avonturenspel               |
| A House in California (Limited Edition) | 2010 | Cardboard Computer           | Avonturenspel               |
| Air Forte                               | 2010 | Blendo Games                 | Actiespel Educatiespel      |
| Airline Tycoon Deluxe                   | 2006 | Runesoft                     | Simulatiespel Strategiespel |
| Airport Amsterdam                       | 2012 | AEROSOFT                     | Simulatiespel               |
| Air Pressure                            | 2010 |                              | Avonturenspel               |
| Akaneiro: Demon Hunters                 | 2013 | Spicy Horse                  | Actiespel RPG               |
| Alex the Allegator 4                    | 2004 | Free Lunch Design            | Actiespel                   |
| Alien 8                                 | 2008 |                              | Actiespel                   |
| Aliens: The Roguelike                   | 2007 |                              | RPG Strategiespel           |
| Alizarin Tetris                         | 2000 |                              | Strategiespel               |
| All Heroes Die                          | 2010 | Macguffin Games              | Strategiespel               |
| Altitude                                | 2009 | Nimbly Games                 | Actiespel                   |
| The Amazing Brain Train!                | 2008 | Grubby Games                 | Strategiespel               |
| America's Army: Operations              | 2003 | U.S. Army                    | Actiespel Simulatiespel     |
| America's Army: Special Forces          | 2003 | U.S. Army                    | Actiespel                   |
| Amnesia: A Machine for Pigs             | 2013 | Frictional Games             | Avonturenspel               |
| Amnesia: Justine                        | 2011 | Frictional Games             | Avonturenspel               |
| Amnesia: The Dark Descent               | 2010 | Frictional Games             | Avonturenspel               |
| Ancient Domains of Mystery              | 1994 |                              | RPG                         |
| Ancient Empires Lux                     | 2006 | Sillysoft                    | Strategiespel               |
| And Yet It Moves                        | 2010 | Broken Rules                 | Actiespel                   |
| Angband                                 | 1992 |                              | RPG                         |
| Ankh: Heart of Osiris                   | 2007 | Runesoft                     | Avonturenspel               |
| Ankh (Special Edition)                  | 2006 | Runesoft                     | Avonturenspel               |
| Anna: Extended Edition                  | 2013 | Kalypso Media Digital        | Avonturenspel               |
| Anomaly 2                               | 2013 | 11 bit studios               | Strategiespel               |
| Anomaly: Warzone Earth                  | 2012 | 11 bit studios               | Strategiespel               |
| Anomaly: Warzone Earth HD               | 2013 | 11 bit studios               | Strategiespel               |
| Apprentice                              | 2003 | Herculean Effort Productions | Avonturenspel               |
| Aquaria                                 | 2013 | Bit Blot                     | Actiespel                   |
| Armagetron                              | 2000 |                              | Actiespel                   |
| Armagetron Advanced                     | 2004 |                              | Actiespel                   |
| Ascii Sector                            | 2008 |                              | RPG Simulatiespel           |
| AssaultCube                             | 2006 |                              | Actiespel                   |
| A Tale in the Desert                    | 2003 | eGenesis                     | RPG                         |
| Atom Zombie Smasher                     | 2011 | Blendo Games                 | Strategiespel               |
| A Virus Named Tom                       | 2013 | Misfits Attic                | Strategiespel               |
| Awesomenauts                            | 2013 | Ronimo Games                 | Actiespel                   |
| Awesomenauts: Collector's Edition       | 2013 | Merge Games                  | Actiespel                   |
| Awesomenauts: Costume Party             | 2013 | Ronimo Games                 |                             |

## B
| Titel                                                        | Jaar | Uitgever                                | Genre                       |
| ------------------------------------------------------------ | ---- | --------------------------------------- | --------------------------- |
| Babaliba                                                     | 2005 | Compiler Software                       | Actiespel                   |
| BAD_MACHINE                                                  | 1998 |                                         | Avonturenspel Simulatiespel |
| Ballistics                                                   | 2007 | Linux Game Publishing                   | Autoracespel                |
| BALLZ                                                        | 2007 | DarkBits                                | Actiespel                   |
| Bang! Howdy                                                  | 2007 | Three Rings Design                      | Strategiespel               |
| Barkanoid II                                                 | 2004 | e.p.i.c. interactive entertainment gmbh | Actiespel                   |
| The Basement Collection                                      | 2013 | Headup Games                            | Compilatiespel              |
| Bastet                                                       | 2004 |                                         | Strategiespel               |
| Bastion                                                      | 2012 | Supergiant Games                        | Actiespel RPG               |
| Battalion                                                    | 1999 |                                         | Actiespel                   |
| Battle for Wesnoth                                           | 2005 |                                         | Strategiespel               |
| The Battle for Wesnoth                                       | 2003 |                                         | Strategiespel               |
| Battle Worlds: Kronos                                        | 2013 | Crimson Cow                             | Strategiespel               |
| Beacon                                                       | 2011 |                                         | Actiespel                   |
| Beatbuddy: Tale of the Guardians                             | 2013 | Reverb Publishing                       | Actiespel                   |
| Beat Hazard                                                  | 2013 | Cold Beam Games                         | Actiespel                   |
| Beat Hazard: Ultra                                           | 2013 | Cold Beam Games                         | Actiespel                   |
| Between                                                      | 2008 |                                         | Strategiespel               |
| Between the Worlds                                           | 2009 |                                         | Avonturenspel               |
| BFRIS Zero Gravity Fighter Combat                            | 1999 | GT Interactive Software                 | Actiespel Simulatiespel     |
| Big Solitaires 3D                                            | 2007 |                                         | Strategiespel               |
| Biniax                                                       | 2005 |                                         | Actiespel Strategiespel     |
| Bionic Heart                                                 | 2009 | Tycoon Games Winter Wolves Studio       | Avonturenspel               |
| Bit.Trip Beat                                                | 2012 | Gaijin Games                            | Actiespel                   |
| Bit.Trip Presents... Runner 2: Future Legend of Rhythm Alien | 2013 | Gaijin Games                            | Actiespel                   |
| Bit.Trip Presents... Runner 2: Good Friends Character Pack!  | 2013 | Gaijin Games                            | Actiespel                   |
| Bit.Trip Runner                                              | 2012 | Gaijin Games                            | Actiespel                   |
| Black Penguin                                                | 1999 |                                         | Actiespel                   |
| BlockOut II                                                  | 2007 |                                         | Strategiespel               |
| Blocks That Matter                                           | 2011 | Swing Swing Submarine                   | Actiespel                   |
| Blokus 3D                                                    | 2005 | Fachhochschule Münster                  | Strategiespel               |
| BOH                                                          | 2009 | EDITEL snc                              | Actiespel                   |
| Bolo                                                         | 2000 |                                         | Actiespel Strategiespel     |
| Boondog                                                      | 2008 |                                         | Strategiespel               |
| Booster Logic                                                | 2007 |                                         | Actiespel Strategiespel     |
| Bos Wars                                                     | 2004 |                                         | Strategiespel               |
| Botanicula                                                   | 2012 | Amanita Design s.r.o                    | Avonturenspel               |
| Braid                                                        | 2011 | Number None                             | Actiespel Strategiespel     |
| Bridge Builder: Planen, Bauen & Testen                       | 2005 | Halycon Media                           | Simulatiespel               |
| Bridge Constructor                                           | 2013 | Headup Games                            | Strategiespel               |
| Broken Sword 5: The Serpent's Curse                          | 2013 | Revolution Software                     | Avonturenspel               |
| Bruce Lee II                                                 | 2013 | bruneras.com                            | Actiespel                   |
| Brütal Legend                                                | 2013 | Double Fine Productions                 | Actiespel Strategiespel     |
| Bullet Candy Perfect                                         | 2009 | Charlie's Games                         | Actiespel                   |
| ButterFlight                                                 | 2004 | Absolutist                              | Strategiespel               |

## C
| Titel                                                  | Jaar | Uitgever                      | Genre                       |
| ------------------------------------------------------ | ---- | ----------------------------- | --------------------------- |
| Call of Combat                                         | 2002 |                               | Simulatiespel               |
| Cannon Smash                                           | 2000 |                               | Sportspel                   |
| Captain 'S': The Remake                                | 2009 | Computer Emuzone Games Studio | Actiespel                   |
| Caster                                                 | 2009 | Elecorn                       | Actiespel                   |
| Catloaf 2600                                           | 2007 |                               | Avonturenspel               |
| The Cave                                               | 2013 | SEGA of America               | Actiespel Avonturenspel     |
| Cave Story                                             | 2007 | Studio Pixel                  | Actiespel                   |
| Cave Story+                                            | 2013 | Nicalis                       | Actiespel                   |
| Celetania                                              | 2009 | Vulcando Games                | Strategiespel               |
| ChessRogue                                             | 2005 |                               | RPG Strategiespel           |
| Chicken Invaders 2: The Next Wave                      | 2009 | InterAction studios           | Actiespel                   |
| Chicken Invaders: Revenge of the Yolk                  | 2009 | InterAction studios           | Actiespel                   |
| chromium B.S.U.                                        | 2000 |                               | Actiespel                   |
| CID the Dummy                                          | 2013 | Twelve Games                  | Actiespel                   |
| Cities in Motion 2                                     | 2014 | Paradox Interactive           | Simulatiespel Strategiespel |
| Cities in Motion 2: Back to the Past                   | 2013 | Paradox Interactive           | Simulatiespel Strategiespel |
| Cities in Motion 2: Marvellous Monorails               | 2014 | Paradox Interactive           | Simulatiespel Strategiespel |
| Cities in Motion 2: Olden Times                        | 2013 | Paradox Interactive           | Simulatiespel Strategiespel |
| Civilization: Call to Power                            | 1999 | Activision SuSE               | Simulatiespel Strategiespel |
| The Clockwork Man                                      | 2010 | Total Eclipse Games           | Avonturenspel               |
| The Clockwork Man: The Hidden World (Ultimate Edition) | 2010 | Total Eclipse Games           | Avonturenspel               |
| Clonk Rage                                             | 2007 | RedWolf Design                | Actiespel Strategiespel     |
| CodeRED: Alien Arena                                   | 2005 | COR Entertainment             | Actiespel                   |
| Cogs                                                   | 2012 | Lazy 8 Studios                | Strategiespel               |
| Cold War                                               | 2006 | Linux Game Publishing         | Actiespel                   |
| Cortex Command                                         | 2012 | Data Realms                   | Actiespel Strategiespel     |
| Cosmos Remake                                          | 2009 | Sinister Systems              | Actiespel Strategiespel     |
| Costume Quest                                          | 2013 | Double Fine Productions       | Avonturenspel RPG           |
| Counter-Strike: Source                                 | 2012 | Valve Corporation             | Actiespel                   |
| Crayon Physics Deluxe                                  | 2011 | Kloonigames                   | Strategiespel               |
| Creatures Docking Station                              | 2001 | Creature Labs                 | Educatiespel Simulatiespel  |
| Creatures Internet Edition                             | 2001 | Linux Game Publishing         | Educatiespel Simulatiespel  |
| Crimson Fields                                         | 2001 |                               | Strategiespel               |
| Crosscountry USA 2                                     | 2002 | Ingenuity Works               | Educatiespel                |
| Crusader Kings II                                      | 2013 | Paradox Interactive           | Strategiespel               |
| Crusader Kings II: Hymns of Abraham                    | 2013 | Ubisoft                       | Strategiespel               |
| Crusader Kings II: Legacy of Rome                      | 2013 | Paradox Interactive           | Strategiespel               |
| Crusader Kings II: Military Orders Unit Pack           | 2013 | Paradox Interactive           | Strategiespel               |
| Crusader Kings II: Norse Unit Pack                     | 2013 | Paradox Interactive           | Strategiespel               |
| Crusader Kings II: Songs of Yuletide                   | 2013 | Paradox Interactive           | Strategiespel               |
| Crusader Kings II: Sons of Abraham                     | 2013 | Paradox Interactive           | Strategiespel               |
| Crusader Kings II: Sword of Islam                      | 2013 | Paradox Interactive           | Strategiespel               |
| Crusader Kings II: The Old Gods                        | 2013 | Paradox Interactive           | Strategiespel               |
| Crusader Kings II: The Republic                        | 2013 | Paradox Interactive           | Strategiespel               |
| Crusader Kings II: Warriors of Faith Unit Pack         | 2013 | Paradox Interactive           | Strategiespel               |
| Cryptozookeeper                                        | 2011 | Jolt Country                  | Avonturenspel RPG           |
| Cube                                                   | 2002 |                               | Actiespel                   |
| Cube 2: Sauerbraten                                    | 2004 | Dot3 labs                     | Actiespel                   |
| Cubemen                                                | 2012 | 3 Sprockets Pty               | Strategiespel               |
| Cubosphere                                             | 2010 |                               | Actiespel Strategiespel     |

## D
| Titel                                            | Jaar | Uitgever                             | Genre                       |
| ------------------------------------------------ | ---- | ------------------------------------ | --------------------------- |
| Dark Horizons: Lore                              | 2004 | GarageGames                          | Action-adventure            |
| Darksiders                                       | 2014 | THQ                                  | Actiespel                   |
| Darwinia                                         | 2005 | Introversion Software Limited        | Actiespel Strategiespel     |
| Date Warp                                        | 2010 | Hanako Games                         | Avonturenspel               |
| Deadly Rooms of Death: Architect's Edition       | 2003 |                                      | Strategiespel               |
| Dear Esther                                      | 2013 | thechineseroom                       | Avonturenspel               |
| Death Illustrated                                | 2002 | QuiltBrain Entertainment             | Actiespel                   |
| DEFCON: Global Nuclear Domination Game           | 2007 | Introversion Software Limited        | Simulatiespel Strategiespel |
| Defender's Quest: Valley of the Forgotten        | 2012 | Level Up Labs                        | RPG Strategiespel           |
| Descent³                                         | 1999 | Interplay Entertainment              | Actiespel                   |
| Devastation                                      | 2003 | icculus.org                          | Actiespel                   |
| Devil Whiskey                                    | 2003 | Shifting Suns Studios                | RPG                         |
| Digital: A Love Story                            | 2010 |                                      | Avonturenspel Simulatiespel |
| Dino Run SE                                      | 2011 | Pixeljam Games                       | Actiespel                   |
| Dofus                                            | 2005 | Ankama Studio                        | RPG                         |
| Dominions 2: The Ascension Wars                  | 2003 | Shrapnel Games                       | RPG Strategiespel           |
| Dominions 3: The Awakening                       | 2006 | Illwinter Game Design Shrapnel Games | RPG Strategiespel           |
| Don't Starve                                     | 2013 | Klei Entertainment                   | Actiespel                   |
| DOOM                                             | 1994 | id Software                          | Actiespel                   |
| DOOM³                                            | 2004 | id Software                          | Actiespel                   |
| DOOM³: Resurrection of Evil                      | 2005 | id Software                          | Actiespel                   |
| Doom, the Roguelike                              | 2006 |                                      | RPG                         |
| Dota 2                                           | 2013 | Valve Corporation                    | Actiespel RPG               |
| DROD: Journey to Rooted Hold                     | 2005 | Caravel Games                        | Strategiespel               |
| Droid Assault                                    | 2008 | Puppygames                           | Actiespel                   |
| DropTeam: Mechanized Combat in the Far Future    | 2006 | Battlefront.com                      | Actiespel Simulatiespel     |
| Dstroy                                           | 2006 |                                      | Actiespel                   |
| Duke Nukem 3D: Megaton Edition                   | 2013 | Devolver Digital                     | Actiespel                   |
| Dungeon                                          | 2002 |                                      | Avonturenspel               |
| Dungeon Defenders                                | 2013 | Trendy Entertainment                 | Actiespel Strategiespel     |
| Dungeons of Dredmor                              | 2011 | Gamelamp Games                       | RPG                         |
| Dungeons of Dredmor: Conquest of the Wizardlands | 2012 | Gamelamp Games                       | RPG                         |
| Dungeons of Dredmor: Realm of the Diggle Gods    | 2011 | Gamelamp Games                       | RPG                         |
| Dustforce                                        | 2012 | Hitbox Pty                           | Actiespel                   |
| Dustforce (Collector's Edition)                  | 2012 | Headup Games                         | Actiespel                   |
| Dynamite Jack                                    | 2012 | Hassey Enterprises                   | Actiespel                   |

## E
| Titel                                       | Jaar | Uitgever                  | Genre                       |
| ------------------------------------------- | ---- | ------------------------- | --------------------------- |
| Earl Bobby is looking for a Loo             | 2010 |                           | Avonturenspel               |
| Edge                                        | 2013 | Two Tribes Publishing     | Actiespel                   |
| Eldritch                                    | 2013 | Minor Key Games           | Actiespel Avonturenspel RPG |
| Elite: The New Kind                         | 2000 |                           | Actiespel Simulatiespel     |
| Endgame                                     | 2004 | Malinche Entertainment    | Avonturenspel               |
| Endgame: Singularity                        | 2008 |                           | Simulatiespel Strategiespel |
| Enemy Territory: Quake Wars                 | 2007 | id Software               | Actiespel                   |
| English Country Tune                        | 2013 | increpare games           | Strategiespel               |
| Enigma                                      | 2003 |                           | Strategiespel               |
| Eric's Ultimate Solitaire                   | 2000 | Loki Software             | Strategiespel               |
| Escape Goat                                 | 2013 | MagicalTimeBean           | Actiespel                   |
| Escape The Toilet: A Triple Flush           | 2011 | INSTEAD Games             | Avonturenspel               |
| Eschalon: Book I                            | 2007 | Basilisk Games            | RPG                         |
| Eschalon: Book II                           | 2010 | Basilisk Games            | RPG                         |
| Europa Universalis IV                       | 2013 | Paradox Interactive       | Simulatiespel Strategiespel |
| Euro Truck Simulator 2                      | 2013 | SCS Software              | Autoracespel Simulatiespel  |
| EVE Online                                  | 2007 | CCP Games                 | RPG Simulatiespel           |
| Eversion                                    | 2013 | Zaratustra Productions    | Actiespel                   |
| The Exciting Adventures of Master Chef Ogro | 2009 | Platinum Arts             | Actiespel RPG               |
| Exile III: Ruined World                     | 1996 | Spiderweb Software        | RPG                         |
| Expeditions: Conquistador                   | 2013 | bitComposer Entertainment | RPG Strategiespel           |

## F
| Titel                                           | Jaar | Uitgever                                    | Genre                      |
| ----------------------------------------------- | ---- | ------------------------------------------- | -------------------------- |
| Fez                                             | 2013 | Trapdoor                                    | Actiespel                  |
| Fieldrunners                                    | 2012 | Subatomic Studios                           | Strategiespel              |
| Final Doom                                      | 1996 |                                             | Actiespel                  |
| The First Mile                                  | 2005 | Malinche Entertainment                      | Avonturenspel              |
| Fish Fillets                                    | 2004 | ALTAR interactive                           | Strategiespel              |
| Fishie Fishie                                   | 2008 | Farbs                                       | Actiespel                  |
| FizzBall                                        | 2006 | Grubby Games                                | Actiespel                  |
| FizzPack! Collector's Edition                   | 2007 | Grubby Games                                | Actiespel Strategiespel    |
| FlightGear                                      | 2012 | FlightGear Project                          | Simulatiespel              |
| FlipOut                                         | 2008 | MikkoSoft Productions                       | Actiespel                  |
| The Forbidden City: Beyond Space and Time       | 2008 |                                             | Educatiespel               |
| Fork Truck Challenge                            | 2013 | Immanitas Entertainment Mint Arcade         | Autoracespel Simulatiespel |
| Fotonica                                        | 2012 | Santa Ragione S.r.l.                        | Actiespel                  |
| Frasse and the Peas of Kejick (Special Edition) | 2010 | Trumgottist Entertainment                   | Avonturenspel              |
| Freeciv                                         | 1996 |                                             | Strategiespel              |
| FreeCol                                         | 2003 |                                             | Strategiespel              |
| Frets on Fire                                   | 2006 | Unreal Voodoo                               | Simulatiespel              |
| Frogatto & Friends                              | 2010 | Lost Pixel                                  | Actiespel                  |
| Frozen Bubble                                   | 2002 |                                             | Actiespel Strategiespel    |
| Frozen Synapse                                  | 2011 | Mode 7 Games                                | Strategiespel              |
| FTL: Faster Than Light                          | 2012 | Subset Games                                | Strategiespel              |
| Future Boy                                      | 2004 | The General Coffee Company Film Productions | Avonturenspel              |

## G
| Titel                     | Jaar | Uitgever                                | Genre                   |
| ------------------------- | ---- | --------------------------------------- | ----------------------- |
| Galcon                    | 2006 | Imitation Pickles                       | Actiespel Strategiespel |
| Galcon Fusion             | 2010 | Hassey Enterprises                      | Actiespel Strategiespel |
| Gate 88                   | 2004 | Queasy Games                            | Actiespel Strategiespel |
| GearHead                  | 2002 |                                         | RPG                     |
| Germz                     | 2009 | IQ Foundry                              | Actiespel               |
| GET LAMP (included games) | 2010 |                                         | Avonturenspel           |
| Giana's Return            | 2010 |                                         | Actiespel               |
| Gipf for One              | 1998 |                                         | Strategiespel           |
| Gish                      | 2004 | Chronic Logic GarageGames Halycon Media | Actiespel               |
| Glest                     | 2009 |                                         | Strategiespel           |
| GLtron                    | 1998 |                                         | Actiespel               |
| Globulation 2             | 2008 |                                         | Simulatiespel           |
| Going Forward             | 2010 |                                         | Strategiespel           |
| Golly                     | 2005 |                                         | Simulatiespel           |
| Gone Home                 | 2013 | The Fullbright Company                  | Avonturenspel           |
| Goody: The Remake         | 2006 | Coptron Game Studios                    | Actiespel               |
| Gravitation               | 2008 |                                         | Actiespel               |
| Greystone                 | 2003 | Malinche Entertainment                  | Avonturenspel           |
| GridWars 2                | 2006 |                                         | Actiespel               |
| Gunroar                   | 2005 |                                         | Actiespel               |
| Guns of Icarus Online     | 2013 | Muse Games                              | Actiespel Strategiespel |

## H
| Titel                                                           | Jaar | Uitgever                        | Genre                   |
| --------------------------------------------------------------- | ---- | ------------------------------- | ----------------------- |
| Hack, Slash, Loot                                               | 2012 |                                 | Actiespel RPG           |
| Half-Life                                                       | 2013 | Valve Corporation               | Actiespel               |
| Half-Life: Blue Shift                                           | 2013 | Valve Software                  | Actiespel               |
| Hammerfight                                                     | 2011 | KranX Productions               | Actiespel               |
| Harvest: Massive Encounter                                      | 2012 | Oxeye Game Studio               | Strategiespel           |
| H-Craft Championship                                            | 2007 | Irrgheist                       | Actiespel Autoracespel  |
| Head Over Heels                                                 | 2004 | RetroSpec                       | Actiespel               |
| .heartbeats                                                     | 2012 |                                 | Avonturenspel           |
| Heavy Gear II                                                   | 2000 | Loki Software                   | Actiespel Simulatiespel |
| Heavy Metal: F.A.K.K. 2                                         | 2001 | Loki Software                   | Actiespel               |
| Hedgewars                                                       | 2006 |                                 | Actiespel Strategiespel |
| Helherron                                                       | 2006 |                                 | RPG                     |
| Heretic II                                                      | 1999 | Activision                      | Actiespel               |
| Heroes of Might and Magic III: The Restoration of Erathia       | 1999 | The 3DO Company                 | RPG Strategiespel       |
| Heroes of Newerth                                               | 2010 | S2 Games                        | Strategiespel           |
| Holotz's Castle                                                 | 2004 | MainReactor                     | Actiespel               |
| Hopkins FBI                                                     | 1998 | MP Entertainment                | Avonturenspel           |
| Hopkins FBI / BHunter                                           | 2001 | Midas Interactive Entertainment | Compilatiespel          |
| The Humble Botanicula Debut                                     | 2012 | Humble Bundle                   | Avonturenspel           |
| The Humble Bundle for Android™ 2                                | 2012 | Humble Bundle                   | Compilatiespel          |
| The Humble Bundle for Android™ 3                                | 2012 | Humble Bundle                   | Compilatiespel          |
| The Humble Bundle for Android™ 4                                | 2012 | Humble Bundle                   | Compilatiespel          |
| The Humble Bundle for Android™ And Linux. And Mac. And Windows. | 2012 | Humble Bundle                   | Compilatiespel          |
| The Humble Bundle Mojam                                         | 2012 | Humble Bundle                   | Actiespel Strategiespel |
| The Humble Bundle with Android 5                                | 2013 | Humble Bundle                   | Compilatiespel          |
| The Humble Bundle with Android 6                                | 2013 | Humble Bundle                   | Compilatiespel          |
| The Humble Double Fine Bundle                                   | 2013 | Humble Bundle                   | Compilatiespel          |
| The Humble Frozenbyte Bundle                                    | 2011 | Humble Bundle                   | Compilatiespel          |
| The Humble Frozen Synapse Bundle                                | 2011 | Humble Bundle                   | Compilatiespel          |
| The Humble Indie Bundle                                         | 2010 | Humble Bundle                   | Compilatiespel          |
| The Humble Indie Bundle #2                                      | 2010 | Humble Bundle                   | Compilatiespel          |
| The Humble Indie Bundle #3                                      | 2011 | Humble Bundle                   | Compilatiespel          |
| The Humble Indie Bundle #4                                      | 2011 | Humble Bundle                   | Compilatiespel          |
| The Humble Indie Bundle V                                       | 2012 | Humble Bundle                   | Compilatiespel          |
| The Humble Indie Bundle 6                                       | 2012 | Humble Bundle                   | Compilatiespel          |
| The Humble Indie Bundle 7                                       | 2012 | Humble Bundle                   | Compilatiespel          |
| The Humble Indie Bundle 8                                       | 2013 | Humble Bundle                   | Compilatiespel          |
| The Humble Introversion Bundle                                  | 2011 | Humble Bundle                   | Compilatiespel          |
| The Humble Voxatron Debut                                       | 2011 | Humble Bundle                   | Compilatiespel          |
| The Humble Weekly Sale: 11 bit studios                          | 2013 | Humble Bundle                   | Compilatiespel          |
| The Humble Weekly Sale: Tripwire Interactive                    | 2013 | Humble Bundle                   | Compilatiespel          |
| Humphrey                                                        | 2006 | RetroSpec                       | Actiespel               |
| Hyperspace Delivery Boy!                                        | 2004 | Linux Game Publishing           | Actiespel               |

## I
| Titel                                | Jaar | Uitgever               | Genre         |
| ------------------------------------ | ---- | ---------------------- | ------------- |
| I-0: Jailbait on Interstate Zero     | 1997 |                        | Avonturenspel |
| iBomber Attack                       | 2013 | Chillingo              | Actiespel     |
| iBomber Defense: Pacific             | 2013 | Chillingo              | Strategiespel |
| I Have No Mouth, and I Must Scream   | 2013 | Night Dive Studios     | Avonturenspel |
| Ilk                                  | 2008 |                        | Strategiespel |
| Inherit the Earth: Quest for the Orb | 2004 | Wyrmkeep Entertainment | Avonturenspel |
| Inner Worlds                         | 1996 | Sleepless Software     | Actiespel     |
| Inside a Star-filled Sky             | 2011 |                        | Actiespel     |
| Intrusion 2                          | 2013 | Valve Corporation      | Actiespel     |
| IQ Game                              | 2009 | QtGears                | Strategiespel |
| Irukandji                            | 2009 | Charlie's Games        | Actiespel     |

## J
| Titel                                | Jaar | Uitgever                 | Genre                      |
| ------------------------------------ | ---- | ------------------------ | -------------------------- |
| Jack Keane                           | 2008 | 10tacle studios Runesoft | Avonturenspel              |
| Jagged Alliance 2                    | 2000 | Titan Computer GbR       | RPG Strategiespel          |
| Jamestown: Legend of the Lost Colony | 2011 | Final Form Games         | Actiespel                  |
| Jasper's Journeys                    | 2011 | Lexaloffle Games         | Actiespel                  |
| Jessy: Ein Zirkuspferd in Not        | 2005 | Shoebox                  | Avonturenspel Educatiespel |
| Jets 'n' Guns Gold                   | 2009 | Linux Game Publishing    | Actiespel                  |
| Jewel Twist                          | 2009 | Kristanix Studios        | Strategiespel              |
| Jisei: The First Case                | 2010 |                          | Avonturenspel              |
| Joe Danger 2: The Movie              | 2014 | Hello Games              | Actiespel Autoracespel     |
| The Journey Down: Chapter One        | 2012 | SkyGoblin                | Avonturenspel              |
| Judith                               | 2009 |                          | Avonturenspel              |
| Just Shoot                           | 2013 | Freak Mind Games         | Actiespel                  |

## K
| Titel                                        | Jaar | Uitgever                 | Genre                       |
| -------------------------------------------- | ---- | ------------------------ | --------------------------- |
| Kairo                                        | 2012 | Lupus Studios Limited    | Avonturenspel               |
| Katawa Shoujo                                | 2012 | Four Leaf Studios        | Avonturenspel               |
| Ken's Labyrinth                              | 2002 |                          | Actiespel                   |
| Kentucky Route Zero                          | 2013 | Cardboard Computer       | Avonturenspel               |
| Kentucky Route Zero: Act I                   | 2013 | Cardboard Computer       | Avonturenspel               |
| Kiki the Nano Bot                            | 2003 |                          | Actiespel Strategiespel     |
| Killing Floor                                | 2013 | Tripwire Interactive     | Actiespel                   |
| King Arthur's Gold                           | 2011 | TransHuman Design        | Actiespel Strategiespel     |
| Kingpin: Life of Crime                       | 1999 |                          | Actiespel                   |
| King's Quest I: Quest for the Crown          | 2001 | Tierra Entertainment     | Avonturenspel               |
| King's Quest II: Romancing the Stones        | 2002 | AGD Interactive          | Avonturenspel               |
| Klötzchen                                    | 2011 | Top Hat Game Productions | Strategiespel               |
| Knights and Merchants: The Shattered Kingdom | 2007 | Linux Game Publishing    | Simulatiespel Strategiespel |
| Knock-knock                                  | 2013 | Ice-pick Lodge           | Actiespel                   |
| Kohan: Immortal Sovereigns                   | 2001 | Loki Software            | Strategiespel               |
| KOPS                                         | 2001 |                          | Actiespel                   |
| KrabbitWorld Labyrinth                       | 2006 | KrabbitSoft Studios      | Actiespel RPG               |

## L
| Titel                                            | Jaar | Uitgever                  | Genre                   |
| ------------------------------------------------ | ---- | ------------------------- | ----------------------- |
| The Labyrinth of Time                            | 2004 | Wyrmkeep Entertainment    | Avonturenspel           |
| Larn                                             | 1991 |                           | RPG                     |
| Las Tres Luces de Glaurung                       | 2006 | M.A Software              | Actiespel               |
| LBreakout2                                       | 2003 | LGames                    | Actiespel               |
| Left 4 Dead 2                                    | 2013 | Valve Corporation         | Actiespel               |
| Legend of Grimrock                               | 2012 | Almost Human              | RPG                     |
| Leisure Suit Larry Reloaded                      | 2013 | Replay Games              | Avonturenspel           |
| Liberal Crime Squad                              | 2004 | Bay 12 Games              | RPG Simulatiespel       |
| Life Flashes By                                  | 2010 |                           | Avonturenspel           |
| Lightfish                                        | 2011 | Eclipse Games             | Actiespel               |
| Limits & Demonstrations                          | 2013 | Cardboard Computer        | Avonturenspel           |
| Lincity                                          | 1995 |                           | Simulatiespel           |
| Linley Henzell's Dungeon Crawl                   | 1997 |                           | RPG                     |
| Linyca                                           | 2008 |                           | Strategiespel           |
| The Little Crane That Could                      | 2013 | Game Studio Abraham Stolk | Simulatiespel           |
| Little Inferno                                   | 2013 | Tomorrow Corporation      | Simulatiespel           |
| Log(Hic!)                                        | 2005 | In The Pockets            | Strategiespel           |
| Lone Survivor                                    | 2012 | superflat games           | Actiespel Avonturenspel |
| Long Live the Queen                              | 2012 | Hanako Games              | Avonturenspel RPG       |
| Loren: The Amazon Princess                       | 2012 | Winter Wolves Studio      | RPG                     |
| Loren: The Amazon Princess - The Castle of N'Mar | 2012 | Winter Wolves Studio      | RPG                     |
| Lugaru                                           | 2005 | Wolfire Games             | Actiespel               |
| Lupercalia                                       | 2008 |                           | Avonturenspel           |
| Lupercalia                                       | 2004 | Sillysoft                 | Strategiespel           |
| Luxuria Superbia                                 | 2013 | Tale of Tales BVBA        | Actiespel Simulatiespel |

## M
| Titel                                          | Jaar | Uitgever                       | Genre                                    |
| ---------------------------------------------- | ---- | ------------------------------ | ---------------------------------------- |
| Machinarium                                    | 2009 | Amanita Design                 | Avonturenspel                            |
| Machinarium (Collector's Edition)              | 2010 | Lace Mamba Global              | Avonturenspel                            |
| Magical Diary: Horse Hall                      | 2011 | Hanako Games                   | Avonturenspel RPG Simulatiespel          |
| Magocracy                                      | 2004 |                                | RPG                                      |
| Majesty: The Fantasy Kingdom Sim: Gold Edition | 2003 | Linux Game Publishing          | Strategiespel                            |
| Maniac Mansion Deluxe                          | 2004 | LucasFan Games                 | Avonturenspel                            |
| Marble Blast                                   | 2002 | GarageGames                    | Actiespel                                |
| Marble Blast Gold                              | 2003 | GarageGames                    | Actiespel                                |
| Mari0                                          | 2012 |                                | Actiespel                                |
| Mark of the Ninja                              | 2013 | Microsoft Studios              | Actiespel                                |
| Master Levels for DOOM II                      | 1995 | GT Interactive Software        | Actiespel                                |
| Maze of Galious                                | 2004 | Brain Games                    | Actiespel                                |
| McPixel                                        | 2012 |                                | Actiespel                                |
| Medal of Honor: Allied Assault                 | 2004 | icculus.org                    | Actiespel                                |
| MegaGlest                                      | 2010 |                                | Strategiespel                            |
| Metro: Last Light                              | 2013 | Deep Silver                    | Actiespel                                |
| Micron                                         | 2012 | Apparition Games               | Actiespel                                |
| MindRover: The Europa Project                  | 2001 | CogniToy Linux Game Publishing | Educatiespel Strategiespel               |
| Minecraft                                      | 2010 | Mojang                         | Actiespel                                |
| Minetest                                       | ???? | ????                           | Sandboxgames / Actiespel                 |
| Mobility: A City in Motion                     | 2001 |                                | Educatiespel Simulatiespel Strategiespel |
| Molecule Man                                   | 2003 |                                | Avonturenspel                            |
| Monaco: What's Yours is Mine                   | 2013 | Pocketwatch Games              | Actiespel                                |
| Mondrian                                       | 2008 |                                | Strategiespel                            |
| Monster RPG 2                                  | 2011 | Nooskewl Software              | RPG                                      |
| Moon-Buggy                                     | 2000 |                                | Actiespel Autoracespel                   |
| Mtp Target                                     | 2002 |                                | Actiespel                                |
| Mutant Storm                                   | 2002 | GarageGames PomPom Software    | Actiespel                                |
| My Free Farm                                   | 2011 | upjers                         | Simulatiespel Strategiespel              |
| MyMan                                          | 2000 |                                | Actiespel                                |
| Mystic Mine                                    | 2009 | Koonsolo                       | Actiespel                                |
| Myth II: Chimera                               | 2001 |                                | Strategiespel                            |
| Myth II: Soulblighter                          | 1999 | Bungie Studios                 | Actiespel Strategiespel                  |
| My Tribe                                       | 2008 | Grubby Games                   | Strategiespel                            |

## N
| Titel                                          | Jaar | Uitgever              | Genre                             |
| ---------------------------------------------- | ---- | --------------------- | --------------------------------- |
| N                                              | 2007 |                       | Actiespel Strategiespel           |
| Narcissu                                       | 2005 | insani                | Avonturenspel                     |
| Nerd Quest                                     | 2008 |                       | Avonturenspel                     |
| NetHack                                        | 1992 |                       | RPG                               |
| Nethack 3.0                                    | 1999 |                       | RPG                               |
| Nethack: Falcon's Eye                          | 2001 |                       | RPG                               |
| Nether Earth Remake                            | 2002 | Brain Games           | Strategiespel                     |
| NetNuclear                                     | 2010 | Studio Stök           | Strategiespel                     |
| Netrek                                         | 1994 |                       | Actiespel Simulatiespel Sportspel |
| Neverball                                      | 2003 |                       | Actiespel                         |
| Neverwinter Nights                             | 2003 | BioWare Corporation   | RPG                               |
| Neverwinter Nights: Hordes of the Underdark    | 2003 | Atari                 | RPG                               |
| Neverwinter Nights: Pirates of the Sword Coast | 2005 | BioWare Corporation   | RPG                               |
| Neverwinter Nights: Shadows of Undrentide      | 2003 | Atari Europe S.A.S.U. | RPG Strategiespel                 |
| Newton Adventure                               | 2010 |                       | Actiespel                         |
| Nexuiz                                         | 2005 | Alientrap Games       | Actiespel                         |
| NightSky                                       | 2012 | Nicalis               | Actiespel                         |
| Nihilumbra                                     | 2013 | BeautiFun Games SL    | Actiespel                         |
| Noiz2sa                                        | 2004 | ABA Games             | Actiespel                         |
| Northland                                      | 2006 | Runesoft              | Strategiespel                     |
| No Time To Explain                             | 2011 | Tiny Build Games      | Actiespel                         |
| No Time To Explain: Season 2                   | 2011 | Tiny Build Games      | Actiespel                         |
| Not The Robots                                 | 2013 | tinyBuild             | Simulatiespel                     |

## O
| Titel                                                                      | Jaar | Uitgever                    | Genre                       |
| -------------------------------------------------------------------------- | ---- | --------------------------- | --------------------------- |
| Oil Rush                                                                   | 2012 | Iceberg Interactive         | Strategiespel               |
| Omega                                                                      | 1991 |                             | RPG                         |
| Once and Future                                                            | 1998 | Cascade Mountain Publishing | Avonturenspel               |
| On the Rain-Slick Precipice of Darkness: Episode One                       | 2008 | Hothead Games               | RPG                         |
| On the Rain-Slick Precipice of Darkness: Episode One (Collector's Edition) | 2008 | Hothead Games               | RPG                         |
| On the Rain-Slick Precipice of Darkness: Episode Two                       | 2008 | Hothead Games               | RPG                         |
| Oolite                                                                     | 2005 |                             | Simulatiespel               |
| OpenArena                                                                  | 2008 |                             | Actiespel                   |
| OpenBVE                                                                    | 2009 |                             | Simulatiespel               |
| OpenClonk                                                                  | 2010 |                             | Actiespel                   |
| OpenOffice (included games)                                                | 2002 | Sun Microsystems            | Actiespel                   |
| OpenRA                                                                     | 2010 |                             | Strategiespel               |
| Open Sonic the Hedgehog                                                    | 2009 |                             | Actiespel                   |
| OpenTTD                                                                    | 2004 |                             | Simulatiespel Strategiespel |
| Orbz                                                                       | 2002 | GarageGames                 | Actiespel Sportspel         |
| Organ Trail: Director's Cut                                                | 2013 | The Men Who Wear Many Hats  | Actiespel RPG Simulatiespel |
| Osmos                                                                      | 2010 | Hemisphere Games            | Actiespel Strategiespel     |
| Overgrowth                                                                 | 2013 | Wolfire Games               | Actiespel                   |
| Out of Order                                                               | 2008 | Hungry Software             | Avonturenspel               |
| OXO                                                                        | 2002 | University of Warwick       | Strategiespel               |

## P
| Titel                                        | Jaar | Uitgever                | Genre                   |
| -------------------------------------------- | ---- | ----------------------- | ----------------------- |
| Painkiller: Hell & Damnation                 | 2013 | Nordic Games            | Actiespel               |
| PARSEC47                                     | 2004 | ABA Games               | Actiespel               |
| Passage                                      | 2007 |                         | Avonturenspel           |
| Pathological                                 | 2003 |                         | Strategiespel           |
| Pentari: First Light                         | 2003 | Malinche Entertainment  | Avonturenspel           |
| Penumbra: Black Plague                       | 2008 | Frictional Games        | Actiespel Avonturenspel |
| Penumbra: Black Plague - Gold Edition        | 2013 | Paradox Interactive     | Compilatiespel          |
| Penumbra Collection                          | 2009 | Frictional Games        | Compilatiespel          |
| Penumbra: Overture - Episode 1               | 2007 | Frictional Games        | Actiespel Avonturenspel |
| Penumbra: Requiem                            | 2008 | Frictional Games        | Actiespel Avonturenspel |
| The Perfect Tree                             | 2010 | Anawiki Games           | Strategiespel           |
| Perplex City                                 | 2005 | Mind Candy              | Avonturenspel           |
| Phobia III: Edge of Humanity                 | 2002 | RedLynx                 | Actiespel               |
| Photopia                                     | 1998 |                         | Avonturenspel           |
| Phyta                                        | 2008 | Cambrian Games          | Actiespel               |
| Pilot Light: Episode 1                       | 2003 |                         | Avonturenspel           |
| PimpWars                                     | 2001 |                         | Strategiespel           |
| Pingus                                       | 1998 |                         | Strategiespel           |
| PixelJunk Monsters                           | 2013 | Double Eleven Limited   | Strategiespel           |
| Pixel Piracy                                 | 2013 | Quadro Delta            | Strategiespel           |
| Pogo Sticker                                 | 2005 | Skinflake Games         | Actiespel Simulatiespel |
| Polychromatic Funk Monkey                    | 2007 | Farbs                   | Actiespel               |
| The Polynomial: Space of the Music           | 2010 |                         | Actiespel               |
| Pontifex 2                                   | 2002 | Chronic Logic           | Simulatiespel           |
| Porrasturvat - Stair dismount                | 2005 |                         | Simulatiespel           |
| Postal: 10th Anniversary Collector's Edition | 2006 | RWS                     | Compilatiespel          |
| Postal²: Apocalypse Weekend                  | 2005 | RWS                     | Actiespel               |
| Postal² Complete                             | 2012 | RWS                     | Compilatiespel          |
| Postal²: Share the Pain                      | 2005 | Linux Game Publishing   | Actiespel               |
| Postal: Fudge Pack                           | 2006 | RWS                     | Compilatiespel          |
| Postal Plus                                  | 2001 | Loki Software           | Actiespel               |
| POWDER                                       | 2004 |                         | RPG                     |
| Prey                                         | 2008 | icculus.org             | Actiespel               |
| Primrose                                     | 2009 |                         | Strategiespel           |
| The Princess Bride Game                      | 2008 | Worldwide Biggies       | Actiespel               |
| Professor Fizzwizzle                         | 2005 | Grubby Games            | Actiespel Strategiespel |
| Professor Fizzwizzle and the Molten Mystery  | 2007 | Grubby Games            | Actiespel Strategiespel |
| Progress Quest                               | 2007 |                         | RPG                     |
| Project Black Sun                            | 2011 | Starflower Games        | Actiespel               |
| Project: Starfighter                         | 2003 |                         | Actiespel               |
| Proteus                                      | 2013 |                         | Avonturenspel           |
| Psychonauts                                  | 2012 | Double Fine Productions | Actiespel               |
| Purgatorio                                   | 2007 |                         | Avonturenspel           |

## Q
| Titel                            | Jaar | Uitgever         | Genre         |
| -------------------------------- | ---- | ---------------- | ------------- |
| Quake                            | 1996 | id Software      | Actiespel     |
| Quake 4                          | 2005 |                  | Actiespel     |
| Quake II                         | 1998 |                  | Actiespel     |
| Quake II: Colossus               | 1999 | id Software      | Actiespel     |
| Quake III: Arena                 | 1999 | Activision       | Actiespel     |
| Quake III: Arena (Elite Edition) | 1999 | Loki Software    | Actiespel     |
| Quake: The Offering              | 1999 | id Software      | Actiespel     |
| Quantz                           | 2010 | Gamerizon Studio | Strategiespel |

## R
| Titel                               | Jaar | Uitgever                                                | Genre                       |
| ----------------------------------- | ---- | ------------------------------------------------------- | --------------------------- |
| Railroad Tycoon II                  | 1999 | Gathering                                               | Simulatiespel Strategiespel |
| Railroad Tycoon II (Gold Edition)   | 1999 | Gathering                                               | Strategiespel               |
| Raptor: Call of the Shadows         | 1994 | Mountain King Studios                                   | Actiespel                   |
| Realms of Arkania: Blade of Destiny | 2013 | United Independent Entertainment                        | RPG                         |
| Realms Online                       | 2011 | NGD Studios                                             | RPG                         |
| The Real Texas                      | 2012 | Kitty Lambda Games                                      | Actiespel RPG               |
| Red Orchestra: Ostfront 41-45       | 2013 | Tripwire Interactive                                    | Actiespel                   |
| Return to Castle Wolfenstein        | 2002 |                                                         | Actiespel                   |
| Revenge of the Titans               | 2011 | Puppygames                                              | Strategiespel               |
| Rigs of Rods                        | 2011 |                                                         | Simulatiespel               |
| Rise of the Triad: Dark War         | 2003 |                                                         | Actiespel                   |
| Robin Hood: The Legend of Sherwood  | 2004 | e.p.i.c. interactive entertainment gmbh Wanadoo Edition | Strategiespel               |
| robotfindskitten                    | 1999 |                                                         | Avonturenspel               |
| Rochard                             | 2012 | Recoil Games                                            | Actiespel                   |
| Rocketbirds: Hardboiled Chicken     | 2013 | Reverb Publishing                                       | Actiespel                   |
| Rocks 'n' Diamonds                  | 1998 | Artsoft Entertainment                                   | Actiespel                   |
| Rogue                               | 2005 |                                                         | RPG                         |
| Rogue Clone                         | 1992 |                                                         | RPG                         |
| Rogue Legacy                        | 2013 | Cellar Door Games                                       | Actiespel                   |
| ROM CHECK FAIL                      | 2008 | Farbs                                                   | Actiespel                   |
| Rubik's Puzzle Galaxy: RUSH         | 2013 | Two Tribes Publishing                                   | Strategiespel               |
| Rune                                | 2001 | Loki Software                                           | Actiespel                   |
| Rune: Halls of Valhalla             | 2001 | Loki Software                                           | Actiespel                   |
| Runes of Avalon 2                   | 2008 | Anawiki Games                                           | Actiespel Strategiespel     |
| Rust                                | 2013 | Facepunch Studios                                       | Actiespel                   |

## S
| Titel                                                      | Jaar | Uitgever                          | Genre                             |
| ---------------------------------------------------------- | ---- | --------------------------------- | --------------------------------- |
| Sacred Gold                                                | 2009 | Linux Game Publishing             | Actiespel RPG                     |
| Sacred Line                                                | 2013 |                                   | Avonturenspel                     |
| The Saga of Ryzom                                          | 2010 | Winch Gate Property Limited       | RPG                               |
| Savage 2: A Tortured Soul                                  | 2008 | S2 Games                          | Actiespel RPG Strategiespel       |
| Savage: The Battle for Newerth                             | 2003 | Digital Jesters iGames Publishing | Actiespel Strategiespel           |
| Science Girls!                                             | 2009 | Hanako Games                      | RPG                               |
| Scorched 3D                                                | 2004 |                                   | Strategiespel                     |
| Scoregasm                                                  | 2011 | Charlie's Games                   | Actiespel                         |
| Second Life                                                | 2008 | Linden Research                   | RPG Simulatiespel                 |
| Secret Maryo Chronicles                                    | 2006 |                                   | Actiespel                         |
| Seventh Sense                                              | 2009 |                                   | Avonturenspel RPG                 |
| Shadowgrounds                                              | 2009 | Linux Game Publishing             | Actiespel                         |
| Shadowgrounds Survivor                                     | 2009 | Linux Game Publishing             | Actiespel                         |
| Shadowrun Returns                                          | 2013 | HareBrained Schemes               | RPG                               |
| Shadow Warrior Classic Redux                               | 2013 | Devolver Digital                  | Actiespel                         |
| Shank                                                      | 2013 | Electronic Arts                   | Actiespel                         |
| Shank 2                                                    | 2013 | Electronic Arts                   | Actiespel                         |
| Shogo: Mobile Armor Division                               | 2001 | Titan Computer                    | Actiespel                         |
| Sid Meier's Alpha Centauri Planetary Pack                  | 2001 | Loki Software                     | Strategiespel                     |
| Silmar                                                     | 2004 |                                   | RPG                               |
| SimCity 3000 Unlimited                                     | 2000 | Loki Software SuSE                | Simulatiespel Strategiespel       |
| Simon Tatham's Portable Puzzles Collection                 | 2008 |                                   | Strategiespel                     |
| The Sims                                                   | 2003 | TransGaming Technologies          | Simulatiespel                     |
| SiN                                                        | 2000 | Titan Computer                    | Actiespel                         |
| Sir, You Are Being Hunted                                  | 2013 | Big Robot Limited                 | Actiespel                         |
| Slaves to Armok: God of Blood - Chapter II: Dwarf Fortress | 2011 | Bay 12 Games                      | RPG Simulatiespel Strategiespel   |
| Sleeping Beauty                                            | 2009 |                                   | Avonturenspel                     |
| Sleep Is Death (Geisterfahrer)                             | 2010 |                                   | RPG                               |
| Sleepless Night                                            | 2012 |                                   | Avonturenspel                     |
| Smokin' Guns                                               | 2009 | Smokin' Guns Productions          | Actiespel                         |
| Software Tycoon: Der Spielemanager                         | 2005 | Linux Game Publishing             | Simulatiespel Strategiespel       |
| Soldier of Fortune                                         | 2000 | Loki Software                     | Actiespel                         |
| Soldiers of Fortune                                        | 2013 | Mastertronic Group                | Actiespel                         |
| SoloWords                                                  | 2009 | IQ Foundry                        | Educatiespel Strategiespel        |
| Sonic Robo Blast 2                                         | 2009 | Sonic Team Junior                 | Actiespel                         |
| Soul Ride                                                  | 2003 | Linux Game Publishing             | Actiespel Simulatiespel Sportspel |
| Soviet Unterzögersdorf: Sector 1                           | 2005 |                                   | Avonturenspel                     |
| SpaceChem                                                  | 2011 | Zachtronics Industries            | Strategiespel                     |
| Space Combat                                               | 2004 |                                   | Simulatiespel                     |
| Space Pirates and Zombies                                  | 2013 | MinMax Games                      | Actiespel RPG Strategiespel       |
| Space Renegades: The Series                                | 2006 | Packom Interactive                | Actiespel                         |
| Space Tripper                                              | 2002 | PomPom Software                   | Actiespel                         |
| Spandex Force                                              | 2008 | KarjaSoft                         | RPG                               |
| Spiderweb Software Complete Pack                           | 2012 | Spiderweb Software                |                                   |
| Spiral Knights                                             | 2011 | SEGA Corporation                  | Actiespel RPG                     |
| Spirits Remake                                             | 2007 | M.A Software                      | Actiespel                         |
| Spring 1944                                                | 2009 |                                   | Strategiespel                     |
| Stacking                                                   | 2013 | Double Fine Productions           | Avonturenspel                     |
| Starbound                                                  | 2013 | Chucklefish                       | Actiespel                         |
| Star Control II                                            | 2002 |                                   | Actiespel RPG                     |
| Starry                                                     | 2011 |                                   | Actiespel                         |
| Star Shipping Inc.                                         | 2010 | Corbomite Games                   | Strategiespel                     |
| Steel Storm: Burning Retribution                           | 2011 | Kot in Action Creative Artel      | Actiespel                         |
| StepMania                                                  | 2001 |                                   | Simulatiespel                     |
| Stop That Hero!                                            | 2011 | GBGames                           | Strategiespel                     |
| Strike Suit Zero: Raptor DLC                               | 2013 | Born Ready Games                  | Simulatiespel                     |
| SubTerra                                                   | 2003 | Spiderweb Software                | Actiespel                         |
| Superbrothers: Sword & Sworcery EP                         | 2012 | Capybara Games                    | Avonturenspel                     |
| Super Hexagon                                              | 2013 |                                   | Actiespel                         |
| Super Methane Bros                                         | 2001 |                                   | Actiespel                         |
| SuperTux                                                   | 2003 | SuperTux Development Team         | Actiespel                         |
| Surgeon Simulator 2013                                     | 2013 | Bossa Studios                     | Actiespel                         |
| Swords & Soldiers                                          | 2012 | Ronimo Games                      | Strategiespel                     |
| Syder Arcade                                               | 2013 | Meridian4                         | Actiespel                         |

## T
| Titel                             | Jaar | Uitgever                       | Genre                       |
| --------------------------------- | ---- | ------------------------------ | --------------------------- |
| Tasty Static                      | 2009 |                                | Autoracespel                |
| Team Fortress 2                   | 2013 | Valve Corporation              | Actiespel                   |
| Teeworlds                         | 2007 |                                | Actiespel                   |
| Teleglitch                        | 2012 | Paradox Interactive            | Actiespel                   |
| Teleglitch: Die More Edition      | 2013 | Paradox Interactive            | Actiespel                   |
| Teleglitch: Guns and Tunes        | 2013 | Paradox Interactive            | Actiespel                   |
| Terminus                          | 2000 | Vatical Entertainment          | Actiespel Simulatiespel     |
| Theocracy                         | 2000 | Ubisoft                        | Strategiespel               |
| Theseus and the Minotaur          | 2009 | Kristanix Studios              | Strategiespel               |
| ThinkTanks                        | 2003 | GarageGames                    | Actiespel                   |
| Thirsty Nellan                    | 2002 |                                | Avonturenspel               |
| Those Funny Funguloids!           | 2007 |                                | Actiespel                   |
| Tibia                             | 2006 |                                | RPG                         |
| TileRogue                         | 2005 |                                | RPG                         |
| Tile World                        | 2001 |                                | Strategiespel               |
| Tiny and Big: Grandpa's Leftovers | 2012 | Black Pants Studio Crimson Cow | Actiespel                   |
| Titan Attacks!                    | 2006 | Puppygames                     | Actiespel                   |
| TOJam Thing                       | 2006 |                                | Actiespel                   |
| Torchlight                        | 2012 | Runic Games                    | Actiespel RPG               |
| Toribash                          | 2007 |                                | Actiespel                   |
| Tornado                           | 2000 |                                | Strategiespel               |
| Torus Trooper                     | 2004 | ABA Games                      | Actiespel                   |
| TRAUMA                            | 2011 | Headup Games                   | Avonturenspel               |
| TRAUMA (Special Edition)          | 2012 | Headup Games                   | Actiespel                   |
| Tremulous                         | 2006 | Darklegion Development         | Actiespel                   |
| Triazzle Island                   | 2011 | Schell Games                   | Strategiespel               |
| Tribal Trouble                    | 2005 | Halycon Media Oddlabs ApS      | Strategiespel               |
| Tribes 2                          | 2001 | Sierra On-Line                 | Actiespel                   |
| Trine                             | 2011 | Frozenbyte                     | Actiespel                   |
| Trine 2                           | 2012 | Frozenbyte                     | Actiespel                   |
| Trine 2: Complete Story           | 2013 | Frozenbyte                     | Actiespel                   |
| Trine 2: Complete Story Upgrade   | 2013 | Frozenbyte                     | Actiespel                   |
| Trine: Complete Collection        | 2013 | Frozenbyte                     | Compilatiespel              |
| TripleA                           | 2011 |                                | Simulatiespel Strategiespel |
| Triptych                          | 2003 | Chronic Logic                  | Actiespel                   |
| True Combat: Elite                | 2004 |                                | Actiespel                   |
| TUMIKI Fighters                   | 2004 |                                | Actiespel                   |
| Tux Racer                         | 2000 | Sunspire Studios               | Actiespel Autoracespel      |

## U
| Titel                           | Jaar | Uitgever                                                  | Genre                       |
| ------------------------------- | ---- | --------------------------------------------------------- | --------------------------- |
| UFO: Alien Invasion             | 2006 |                                                           | Strategiespel               |
| Ultimate Care Bear Love Rampage | 2013 |                                                           | Actiespel Autoracespel      |
| Ultratron                       | 2005 | Puppygames                                                | Actiespel                   |
| The Uncertainty Machine         | 2003 | Ratracer                                                  | Avonturenspel               |
| Universal Boxing Manager        | 2005 | Winter Wolves Studio                                      | Simulatiespel Sportspel     |
| Unknown Horizons                | 2009 |                                                           | Simulatiespel Strategiespel |
| Unreal: Gold Edition            | 2004 | Atari Europe S.A.S.U.                                     | Compilatiespel              |
| Unreal II: eXpanded MultiPlayer | 2003 | Atari                                                     | Actiespel                   |
| Unreal Tournament               | 1999 | GT Interactive Software                                   | Actiespel                   |
| Unreal Tournament 2003          | 2002 | Infogrames Europe                                         | Actiespel                   |
| Unreal Tournament 2004          | 2004 | ak tronic Software & Services Atari Europe S.A.S.U. Atari | Actiespel                   |
| UnReal World                    | 2012 | Enormous Elk                                              | RPG                         |
| Uplink: Hacker Elite            | 2003 | Introversion Software Limited Purple Hills Strategy First | RPG Simulatiespel           |
| Urban Terror                    | 2007 |                                                           | Actiespel                   |

## V
| Titel                             | Jaar | Uitgever             | Genre                   |
| --------------------------------- | ---- | -------------------- | ----------------------- |
| Vacation Gone Awry                | 2002 | Milbus               | Avonturenspel           |
| Varicella                         | 1999 |                      | Avonturenspel           |
| Vega Strike                       | 2008 |                      | Actiespel Simulatiespel |
| Vendetta Online                   | 2004 | Strategy First       | Actiespel RPG           |
| Vera Blanc: Episode 1 - Full Moon | 2010 | Winter Wolves Studio | Avonturenspel           |
| VVVVVV                            | 2011 |                      | Actiespel               |

## W
| Titel                                   | Jaar | Uitgever                   | Genre                       |
| --------------------------------------- | ---- | -------------------------- | --------------------------- |
| Wakfu                                   | 2012 | Ankama Games               | RPG                         |
| Waking Mars                             | 2012 | Tiger Style                | Avonturenspel               |
| Wanderer                                | 1991 |                            | Actiespel Strategiespel     |
| War! Age of Imperialism                 | 2003 | Eagle Games                | Strategiespel               |
| Wargame: European Escalation            | 2013 | Focus Home Interactive SAS | Strategiespel               |
| War§ow                                  | 2006 |                            | Actiespel                   |
| Warzone 2100                            | 2004 |                            | Strategiespel               |
| Wasteland                               | 2013 | inXile Entertainment       | RPG                         |
| Waterstorm                              | 2008 | Rarebyte                   | Actiespel                   |
| Wayward                                 | 2013 | Unlok                      | RPG                         |
| What Makes You Tick: A Stitch In Time   | 2010 | Lassie Games               | Avonturenspel               |
| Widelands                               | 2002 |                            | Simulatiespel Strategiespel |
| Will Fight for Food                     | 2012 | Pyrodactyl Games           | Actiespel RPG               |
| Wing Commander: Privateer - Gemini Gold | 2005 |                            | Actiespel Simulatiespel     |
| Wings 2                                 | 2006 |                            | Actiespel                   |
| Wizardry: Crusaders of the Dark Savant  | 2013 | Night Dive Studios         | RPG                         |
| Wizorb                                  | 2011 | Tribute Games              | Actiespel                   |
| Wolfenstein: Enemy Territory            | 2003 | Activision Publishing      | Actiespel                   |
| World of Goo                            | 2009 | 2D Boy                     | Actiespel Strategiespel     |

## X
| Titel                                         | Jaar | Uitgever                                | Genre                                 |
| --------------------------------------------- | ---- | --------------------------------------- | ------------------------------------- |
| X²: The Threat                                | 2006 | Linux Game Publishing                   | Actiespel Simulatiespel Strategiespel |
| X³: Reunion                                   | 2008 | Linux Game Publishing                   | Actiespel Simulatiespel               |
| X³: Reunion (Special Edition)                 | 2008 | Linux Game Publishing                   | Actiespel Simulatiespel               |
| X³: Terran Conflict                           | 2013 | EGOSOFT                                 | Actiespel Simulatiespel               |
| XBill                                         | 1994 |                                         | Actiespel                             |
| X-Plane 10: Global Edition                    | 2011 |                                         | Simulatiespel                         |
| X-Plane 10: Global Edition (Aerosoft Edition) | 2012 | AEROSOFT                                | Simulatiespel                         |
| X-Plane 6                                     | 2001 |                                         | Simulatiespel                         |
| X-Plane 8                                     | 2004 | Graphsim Entertainment Laminar Research | Simulatiespel                         |
| X-Plane 9                                     | 2008 | Graphsim Entertainment                  | Simulatiespel                         |

## Y
| Titel                  | Jaar | Uitgever                  | Genre     |
| ---------------------- | ---- | ------------------------- | --------- |
| Yo Frankie!            | 2008 |                           | Actiespel |
| Yohoho! Puzzle Pirates | 2004 | gamigo Three Rings Design | RPG       |

## Z
| Titel         | Jaar | Uitgever         | Genre         |
| ------------- | ---- | ---------------- | ------------- |
| Zelda Classic | 2012 | Armageddon Games | Actiespel     |
| Zero-K        | 2012 |                  | Strategiespel |